# 美国氰胺公司
美国氰胺公司是一家美国化学品公司，最初生产化肥，总部位于新澤西州韋恩，1994年被美国家庭用品公司（American Home Products）收购并重组为惠氏公司，美国氰胺公司的大部分业务被出售。

## 历史
美国氰胺公司最初在1907年由Frank S. Washburn和Charles H. Baker在纽约市成立，使用从德国购得的专利生产氮肥，公司名称来自于早期产品——氰氨化鈣。之后公司在田纳西州纳什维尔设立了总部，并在120英里外的阿拉巴马州田纳西河畔的马斯尔肖尔斯设立了工厂，同时收购了多家公司。